# Ајзелфинг
Ајзелфинг (њем. Eiselfing) општина је у њемачкој савезној држави Баварска. Једно је од 46 општинских средишта округа Розенхајм. Према процјени из 2010. у општини је живјело 2.930 становника. Посједује регионалну шифру (AGS) 9187126.

## Географски и демографски подаци
Ајзелфинг се налази у савезној држави Баварска у округу Розенхајм. Општина се налази на надморској висини од 470 метара. Површина општине износи 34,9 km². У самом мјесту је, према процјени из 2010. године, живјело 2.930 становника. Просјечна густина становништва износи 84 становника/km².